# Château de Linhares da Beira
Le château de Linhares da Beira est une fortification militaire médiévale située dans la freguesia de São Pedro Linhares (pt), sur le territoire de la municipalité de Celorico da Beira (district de Guarda, Portugal),.
Situé sur un éperon rocheux au nord-ouest de la Serra da Estrela, il domine la vallée du Mondego. Son passé est imprégné de légendes et il est considéré comme l'une des plus importantes fortifications médiévales de la région de Beira Alta.
Il est classé Monument national depuis 1922.

## Historique
Bien que les informations sur l'occupation humaine précoce de ce site soient rares, certains auteurs attribuent la fondation de la colonie aux Turduli, qui se sont installés ici vers 850 av. J.-C..
Après la conquête romaine de la péninsule Ibérique, ce village se trouvait à proximité d'une voie romaine reliant Conimbriga au confluent de Guarda. Ce fait aurait contribué à la valeur de la ville, occupée successivement par les Wisigoths et les Musulmans. Ces derniers y auraient construit une fortification, rappelant une ancienne tradition locale selon laquelle les habitants de Linhares auraient détruit un château maure dont le seigneur s'appelait Zurar. De ce nom dériverait le toponyme Azurara, nom originel de Mangualde.

### Le château médiéval
La facilité des communications routières a probablement permis à Linhares de ne pas ignorer les événements de la Reconquête chrétienne de la péninsule. Certains auteurs se demandent si le Linhares mentionné parmi d'autres établissements dans la charte non datée accordée par le roi Ferdinand Ier était celui de Beira, ou celui du même nom dans le Douro.
Avec l'indépendance du Portugal, Alphonse Ier, dans le but de promouvoir sa colonisation et sa défense, lui accorda une charte en 1169. Ce privilège serait confirmé en 1217 par Alphonse II.
La première référence historique au château remonte aux trois premières années du règne du roi Sanche Ier (fin du XIIe siècle, à l'occasion d'une invasion de cette partie de la frontière par les forces du royaume de León. Les frères Rodrigo et Gonçalo Mendes étaient respectivement maires des châteaux de Linhares et du château de Celorico da Beira. Lorsque ce dernier se trouva assiégé à Celorico par l'envahisseur, Rodrigo accourut avec les habitants de Celorico au secours de son frère, remportant la victoire sous l'invocation de Notre-Dame des Açores, en l'honneur de laquelle une chapelle fut construite à mi-chemin entre les deux villes, et un pèlerinage annuel y est célébré le 3 mai.
Bien que le plan d'origine du château soit inconnu, on pense qu'il présentait des éléments romans, avec un donjon indépendant au sein de la place d'armes et un mur d'enceinte adapté au terrain. Sous le règne du roi Alphonse III, les Enquêtes de 1258 mentionnent que les habitants de Sátão étaient tenus d'effectuer des anúduva (assistance à la réparation des structures militaires) dans le château de Guarda et celui de Linhares. Ceci démontre, outre l'importance stratégique de ce dernier pour la défense du royaume à l'époque, que des rénovations étaient en cours.
Sous le règne du roi Denis Ier, comme pour une grande partie des fortifications portugaises de l'époque, une nouvelle campagne de construction eut lieu à Linhares. Ce souverain fit don de la ville et de son château à son fils, Fernão Sanches (pt).
La ville et son château furent impliqués dans la seconde guerre que le roi Ferdinand Ier livra à Henri de Castille. Ils furent assiégés et pris par ses forces lorsqu'elles envahirent le Portugal par Beira, début 1373. Elles marchèrent d'Almeida à Viseu, puis à Lisbonne. À la mort du roi Ferdinand Ier, alors que la crise portugaise de 1383-1385 commença, le maire de Linhares, Martim Afonso de Melo, se rangea du côté de la reine Béatrice et de Jean Ier, tout comme une grande partie de la noblesse portugaise. Passé sous la domination du maître d'Aviz (Jean Ier), il céda la seigneurie de la ville à Egas Coelho, un noble de confiance (14 août 1384), qui fut bientôt remplacé par Martim Vasques da Cunha, qui se distingua à la tête des habitants de Linhares lors de la bataille de Trancoso au printemps 1385.
Avec la paix, le château perdit sa fonction stratégique et on n'en entendit plus parler jusqu'au XVIIe siècle, lorsqu'une horloge publique fut installée dans sa tour.

### DuXXesiècleà nos jours
En état de dégradation avancé, le château fut classé Monument national par décret du 17 juin 1922. L'intervention du gouvernement débuta dans les années 1940, par l'intermédiaire de la Direction générale des bâtiments et monuments nationaux (DGEMN), et se poursuivit tout au long de la décennie suivante. Les travaux menés à cette époque furent minés par des recherches archéologiques préliminaires : les débris furent retirés de l'intérieur et les pans de muraille reconstruits, notamment l'intégralité du mur nord de l'enceinte inférieure. Les tours furent reconstruites intérieurement, couronnées de merlons, et les toitures furent reconstruites avec des toits à quatre versants.
Dans une campagne plus récente, les escaliers métalliques ont été renouvelés, la partie interne du chemin de ronde a été protégée par des gardes et l'organisation interne des tours a été renouvelée.

## Caractéristiques
À une altitude de 820 m  au-dessus du niveau de la mer, le château présente un plan organique irrégulier (adapté au terrain), de style roman et gothique, distribué sur deux enceintes fortifiées en granit, inégales : à l'ouest, au niveau le plus élevé, la citadelle, de plan approximativement triangulaire, comprend la place d'armes, dominée par le donjon ; à l'est, à un niveau inférieur, de plan approximativement trapézoïdal, qui enfermait la ville primitive.
Accolé à la palissade, à peu près à mi-chemin entre les deux enceintes, défendant la porte de la citadelle, se dresse le donjon de style dionysiaque. De plan rectangulaire, il est divisé intérieurement en trois étages, avec une porte d'accès au premier étage et des balcons à mâts ouverts au dernier étage.
Sur le côté opposé, il y a une deuxième tour, de plus petite taille, également de forme rectangulaire, où, au XVIIe siècle, fut installée l horloge qui lui donne son nom actuel.
Deux citernes quadrangulaires s'ouvraient sur la citadelle, et les vestiges de ce qui aurait été le palais des maires ont également été identifiés. On y accédait par trois portes, dont deux communiquaient avec l'extérieur et la ville, et la troisième, dite Porta da Traição, était percée dans les murs à l'ouest de la citadelle. Une quatrième, en arc brisé, assure la communication entre les enceintes.

## Galerie

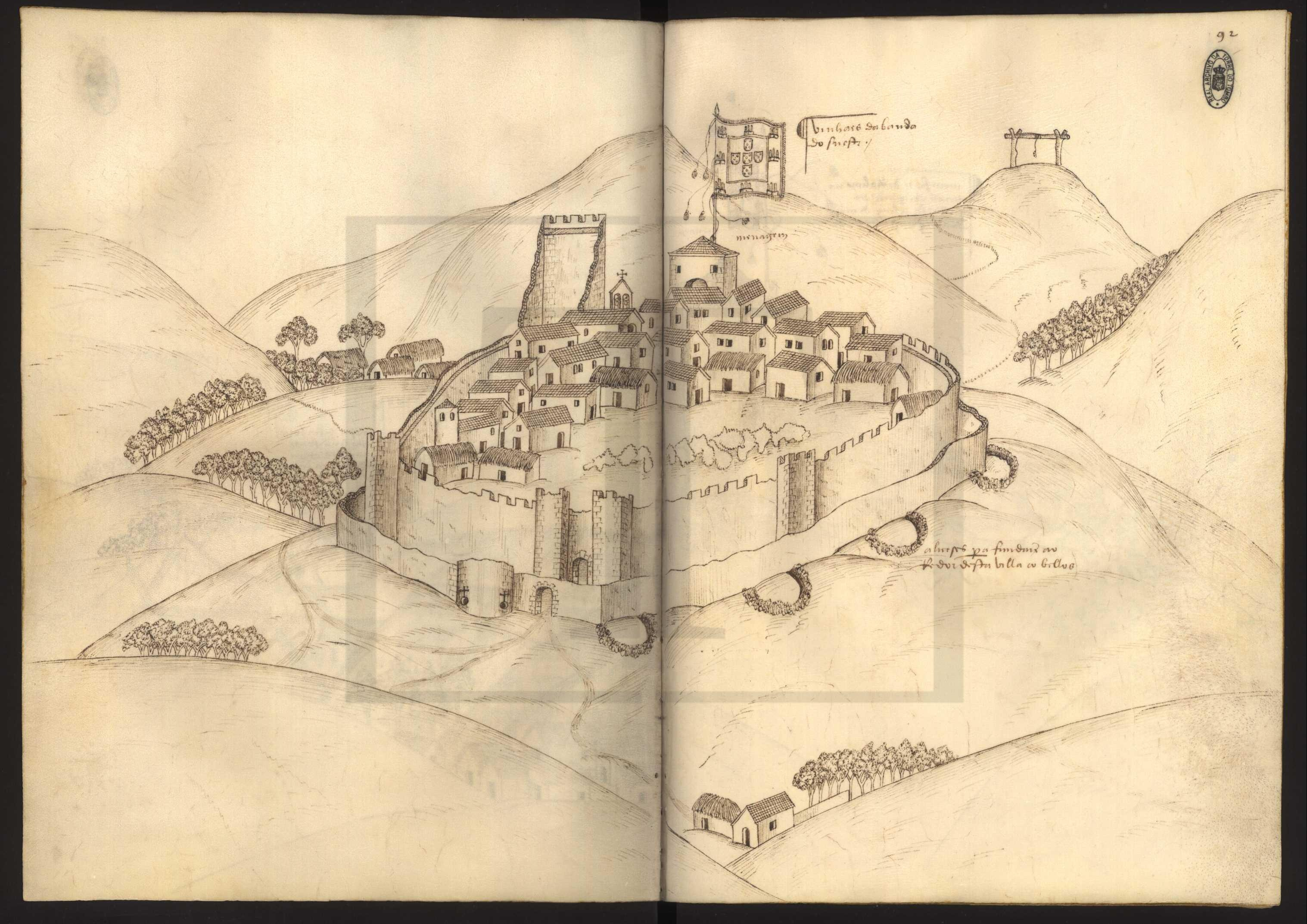
Le château de Linhares d'après le Livre des Forteresses de Duarte de Armas.
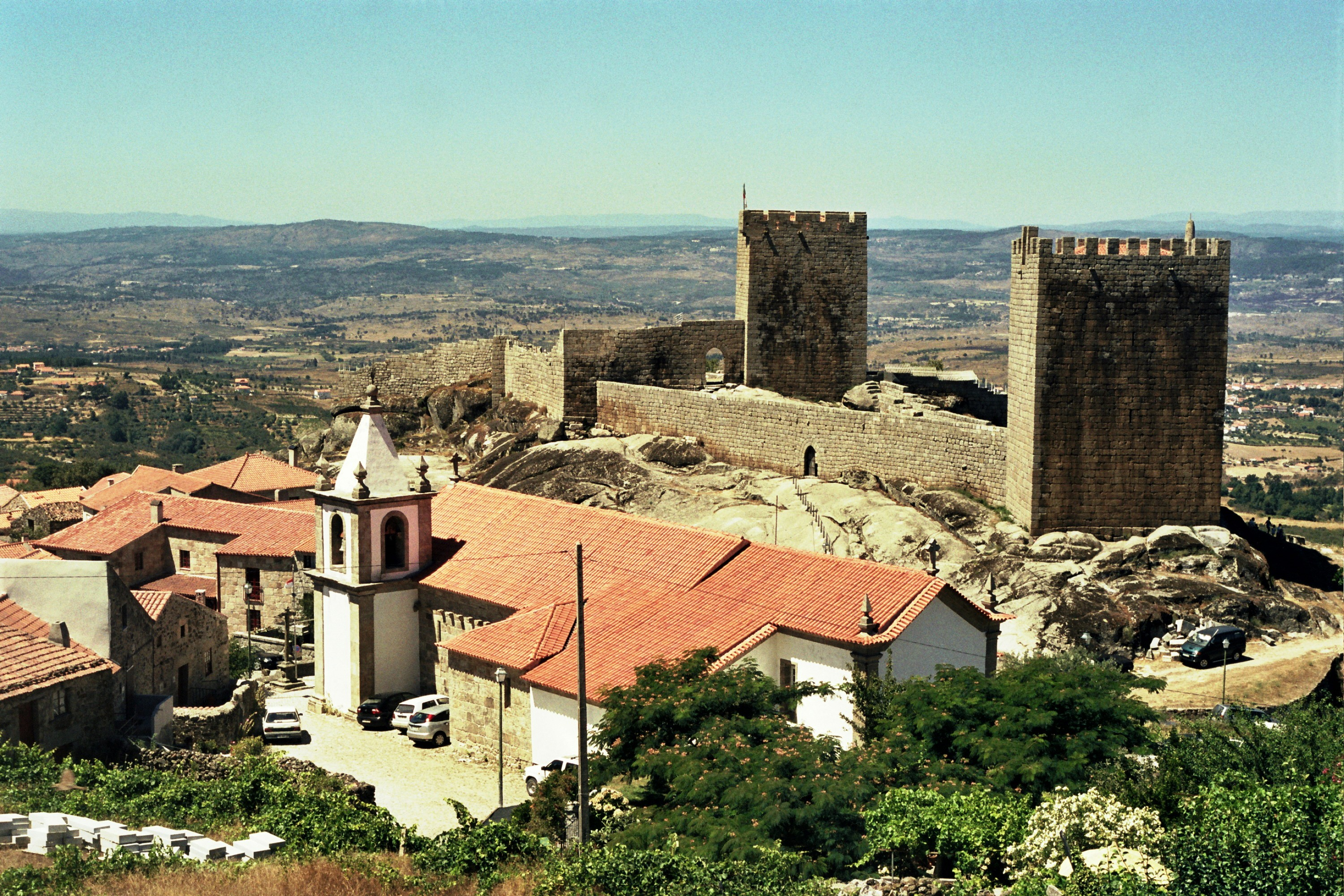
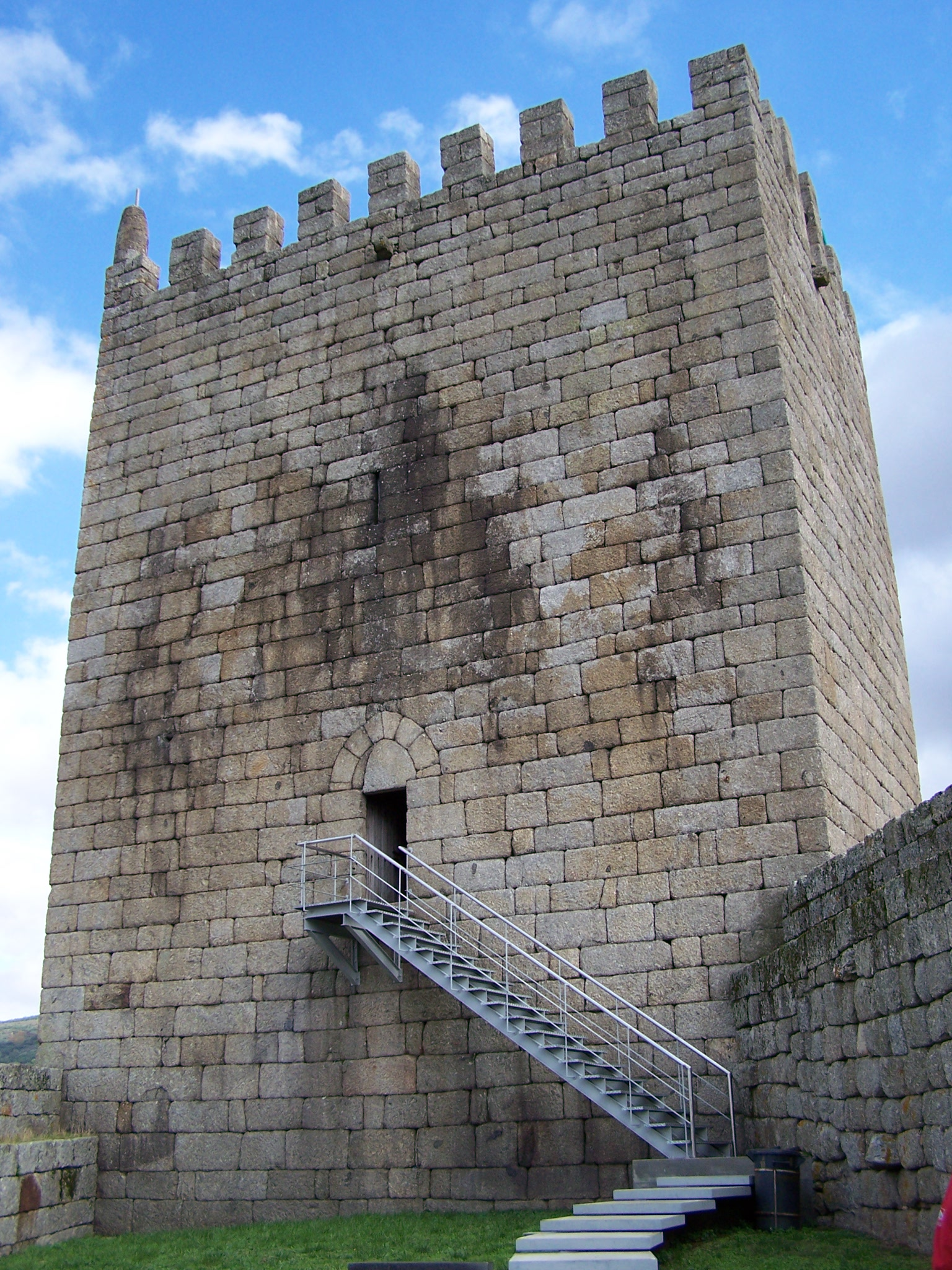
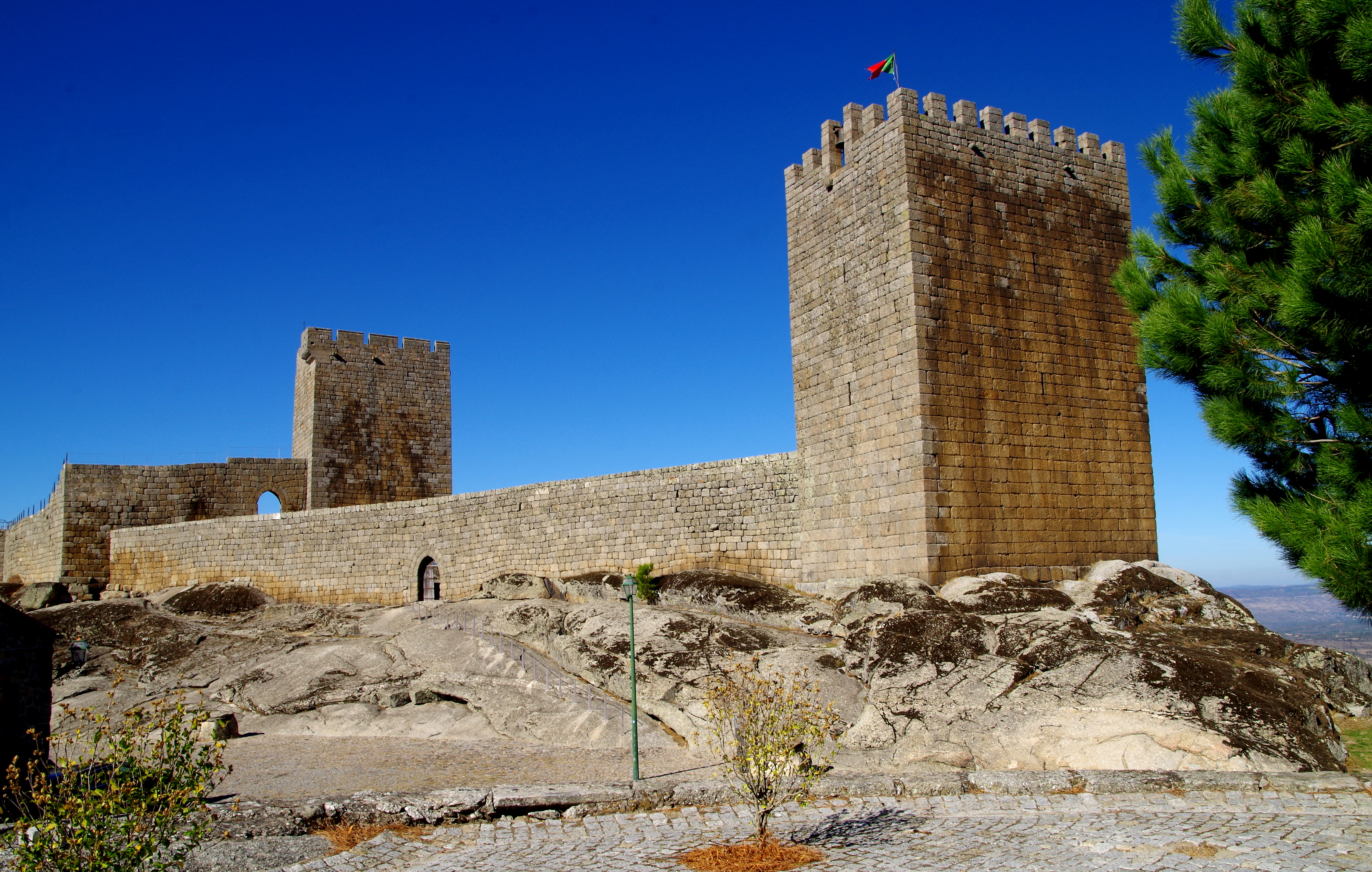